# Edoardo Bove
Edoardo Bove (sinh ngày 16 tháng 5 năm 2002) là một cầu thủ bóng đá chuyên nghiệp người Ý hiện đang thi đấu ở vị trí tiền vệ cho câu lạc bộ bóng đá Fiorentina tại Serie A, theo dạng cho mượn từ câu lạc bộ Roma.

## Sự nghiệp câu lạc bộ

### Roma

#### Cho mượn tại Fiorentina
Vào ngày 30 tháng 8 năm 2024, Bove gia nhập câu lạc bộ Serie A Fiorentina theo dạng cho mượn trong một mùa giải với tùy chọn gia nhập vĩnh viễn. Vào ngày 27 tháng 10, Bove ghi bàn thắng đầu tiên cho Fiorentina trước câu lạc bộ đã cho mượn của anh là Roma trong chiến thắng 5–1 trên sân nhà.
Vào ngày 1 tháng 12 năm 2024, Bove đổ gục xuống sân trong trận đấu của Fiorentina với Inter Milan tại Serie A. Anh đã có thể hồi phục khỏi cơn đột quỵ 13 tiếng sau thời điểm trận đấu bị hoãn bất chợt.

## Đời tư
Bove đã đăng ký khóa học kinh tế và quản lý tại Đại học Luiss ở Roma. Anh học bán thời gian sau khi đạt điểm cao nhất có thể trong các bài kiểm tra tốt nghiệp phổ thông.

## Thống kê sự nghiệp
Tính đến 28 tháng 11 năm 2024
| Câu lạc bộ          | Mùa giải            | Giải vô địch        | Giải vô địch | Giải vô địch | Cúp quốc gia | Cúp quốc gia | Châu lục | Châu lục | Tổng cộng | Tổng cộng |
| Câu lạc bộ          | Mùa giải            | Hạng đấu            | Trận         | Bàn          | Trận         | Bàn          | Trận     | Bàn      | Trận      | Bàn       |
| ------------------- | ------------------- | ------------------- | ------------ | ------------ | ------------ | ------------ | -------- | -------- | --------- | --------- |
| Roma                | 2020–21             | Serie A             | 1            | 0            | 0            | 0            | 0        | 0        | 1         | 0         |
| Roma                | 2021–22             | Serie A             | 11           | 1            | 0            | 0            | 2        | 0        | 13        | 1         |
| Roma                | 2022–23             | Serie A             | 22           | 1            | 1            | 0            | 10       | 1        | 33        | 2         |
| Roma                | 2023–24             | Serie A             | 31           | 0            | 2            | 0            | 12       | 1        | 45        | 1         |
| Roma                | Tổng cộng           | Tổng cộng           | 65           | 2            | 3            | 0            | 24       | 2        | 92        | 4         |
| Fiorentina (mượn)   | 2024–25             | Serie A             | 11           | 1            | 0            | 0            | 3        | 0        | 14        | 1         |
| Tổng cộng sự nghiệp | Tổng cộng sự nghiệp | Tổng cộng sự nghiệp | 76           | 3            | 3            | 0            | 27       | 2        | 106       | 5         |

1. ↑  Bao gồm Coppa Italia
2. 1 2  Ra sân tại UEFA Europa Conference League
3. 1 2  Ra sân tại UEFA Europa League

## Danh hiệu

### Câu lạc bộ
Roma
- UEFA Europa Conference League: 2021–22
- Á quân UEFA Europa League: 2022–23